# Gribskov
El Gribskov es una amplia zona boscosa en el noreste de la isla de Selandia, Dinamarca y el cuarto bosque más grande del país. Se encuentra al norte de la ciudad de Hillerød y al oeste del lago Esrum, dentro de los límites del municipio de Gribskov. Tiene una superficie aproximada de 5600 ha. Solo es superado por los bosques de Silkeborg, el bosque de Rold y la plantación de Klosterheden.
El nombre del bosque proviene de grib, una antigua expresión danesa que denota un área sin un propietario determinado, y skov, que significa "bosque", de suerte que Gribskov significaría aproximadamente "bosque común". En el siglo XIII el bosque pertenecía al monarca de Dinamarca. Posteriormente, el monasterio cisterciense de Esrum utilizó una parte del área, pero con la reforma protestante todo el bosque regresó a propiedad de la Corona. 
Desde el siglo XVI al XVIII los reyes utilizaron el área principalmente para caza y como zona de pastoreo para la cría de caballos del castillo de Frederiksborg. El rey Federico II llevó agua a Frederiksborg desde el lago Store Gribsø a través de un sistema de canales, cuyas trazas aún son visibles.
El Gribskov es una Zona de Especial Protección para las Aves y una Zona de Especial Conservación. Gribskov fue inscrito en la lista del Patrimonio de la Humanidad de la Unesco en 2015 como parte del conjunto Paisaje cinegético de montería de Selandia Septentrional.